# Historia intelectual

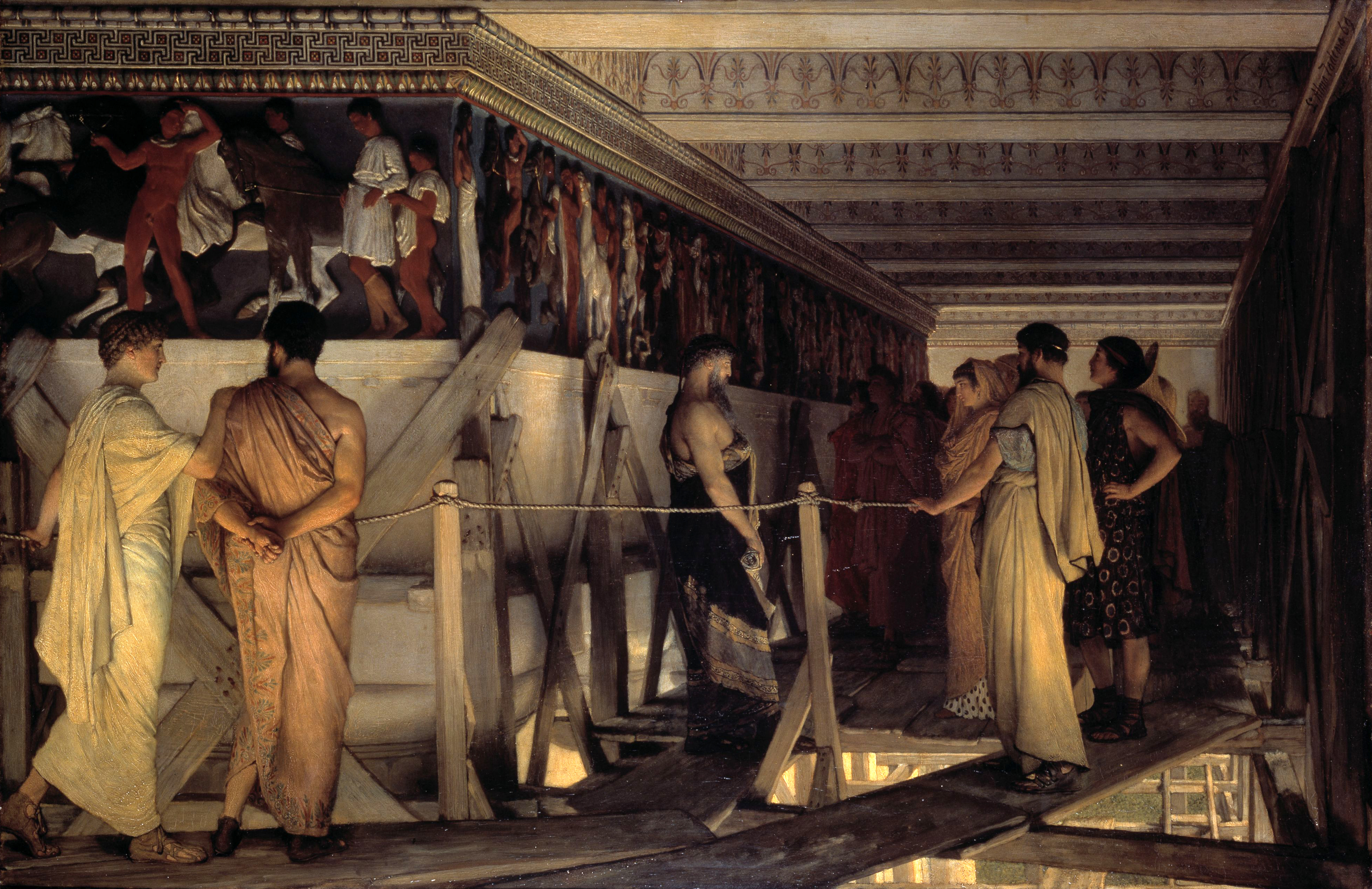
Fidias presenta el friso del Partenón a Pericles, acompañado por Aspasia, Alcibíades y Sócrates.

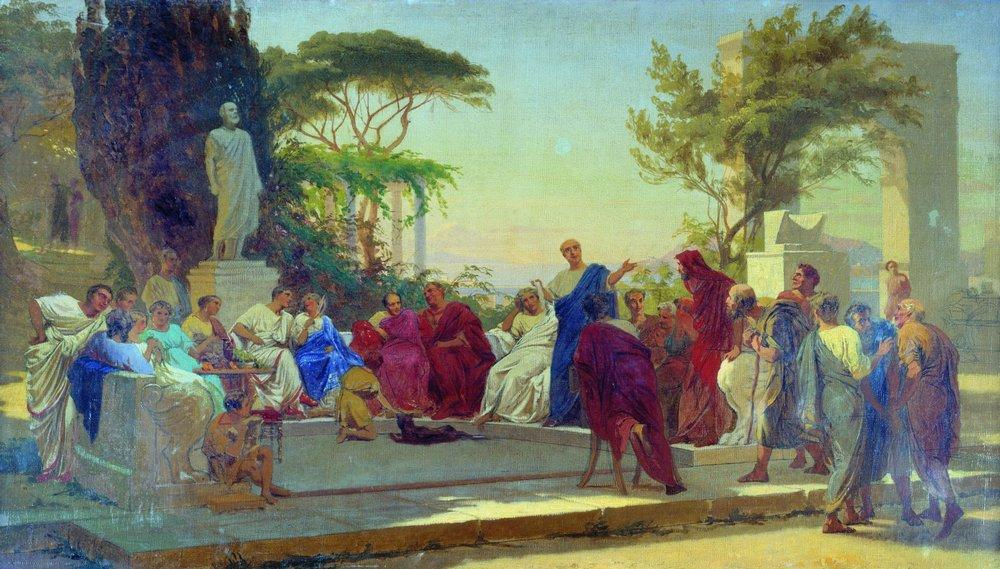
Horacio lee sus obras ante Mecenas.

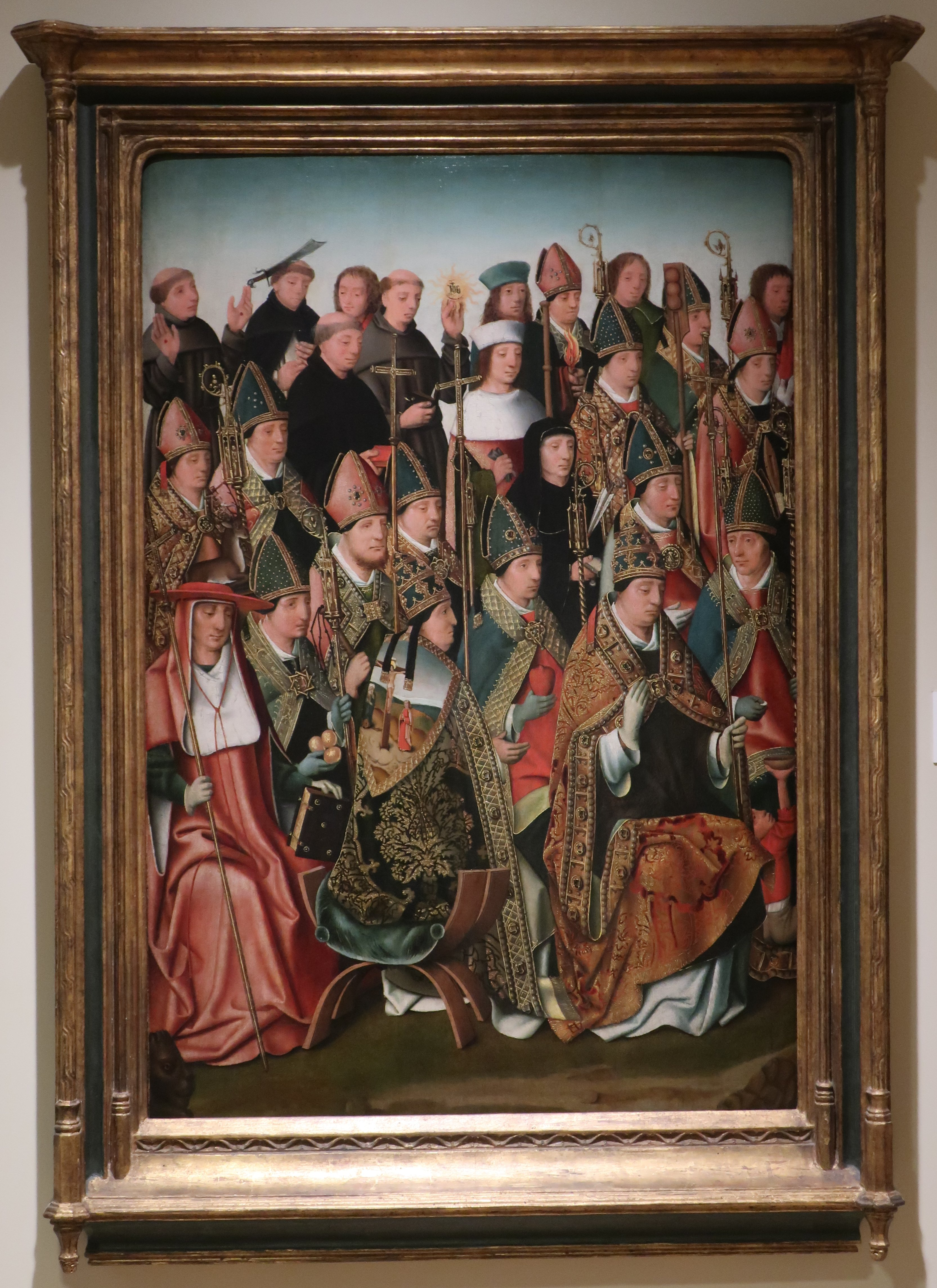
Doctores de la Iglesia.

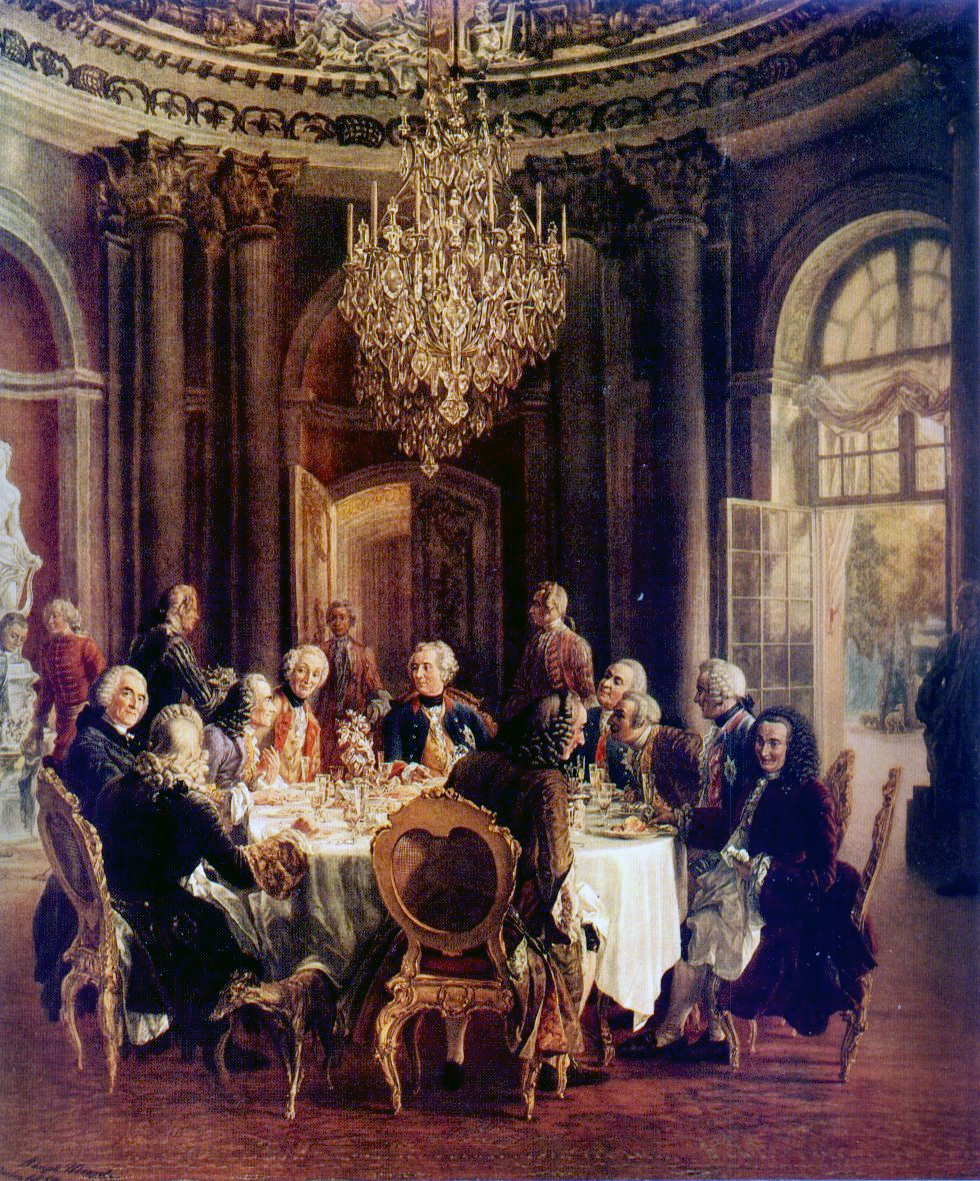
Voltaire con Federico de Prusia.

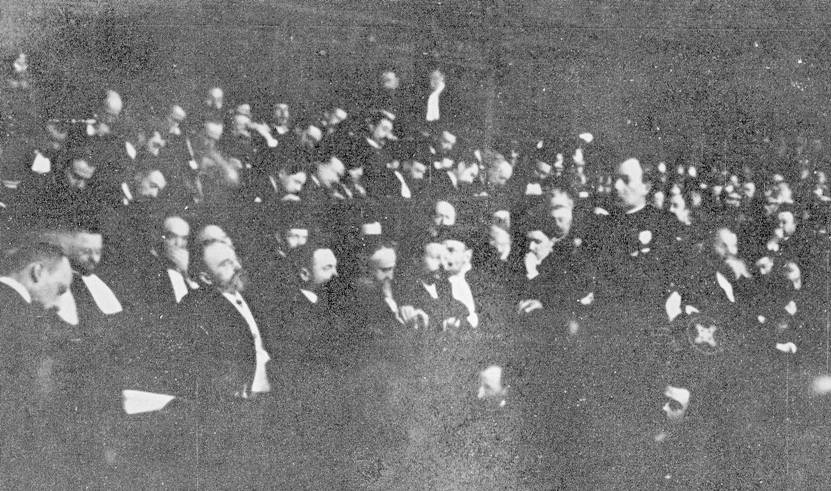
Zola procesado por el affaire Dreyfus.

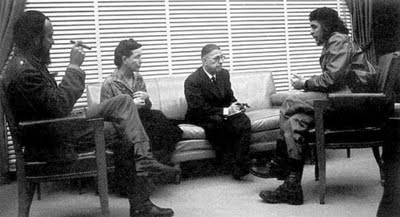
Sartre y Beauvoir con Fidel Castro y el Che.

La historia intelectual, también referida como historia político-intelectual, es una división temática de la historiografía de aparición reciente, surgida como una extensión de la historia cultural, la historia de las ideas y la historia de las mentalidades; y sujeta a numerosas controversias y polémicas. Distintas escuelas metodológicas e historiografías nacionales la conciben y tratan de manera muy distinta.[cita requerida]
Disciplinas confluyentes son la historia de la filosofía, la historia del arte, la historia de la literatura y la historia de la ciencia (cuyo campo se ha ampliado recientemente con los estudios de ciencia, tecnología y sociedad). Existe, como género ensayístico, el concepto paralelo de "Biografía intelectual" que matiza el de mera Biografía.[cita requerida]

## Historiografía anglosajona
En el Reino Unido, la historia del pensamiento político (history of political thought) ha sido una disciplina clave desde finales de los años sesenta, asociada especialmente a la Facultad de Historia de la Universidad de Cambridge y a profesores como John Dunn y Quentin Skinner. Estos autores estudiaban el pensamiento político europeo en su contexto histórico, enfatizando el surgimiento y desarrollo de conceptos como Estado y libertad. Particularmente, Skinner se destacó por sus ensayos metodológicos provocativos, de amplia repercusión en otras disciplinas. La Universidad de Sussex se caracterizó por su énfasis en amplios estudios interdisciplinarios, que se relevaron particularmente útiles en la investigación y la enseñanza.
En Estados Unidos, la historia intelectual se entiende más ampliamente, englobando muy diferentes formas de producción intelectual, no sólo la historia de las ideas políticas, sino la historia de la propia historiografía. En este ámbito destacaron Anthony Grafton (Universidad de Princeton) y J. G. A. Pocock (Universidad Johns Hopkins). Además de los destacados historiadores que han estudiado la producción intelectual de la Edad Moderna (lo que en el ámbito académico anglosajón se denomina early modern –del Renacimiento a la Ilustración–), ha sido la historia intelectual de la Edad Contemporánea (lo que en el ámbito académico anglosajón se denomina late modern o incluso modern period) la que ha presentado una más intensa actividad.

## Begriffsgeschichteen Alemania
En la Alemania Federal, la nueva historia intelectual (Begriffheschichte) tiene como su mayor exponente a Reinhart Koselleck. Partiendo de los desarrollos pioneros de Hans Blumenberg y Hans-Georg Gadamer, Koselleck empleó como su objeto a los conceptos con los cuales los sujetos piensan, experimentan y transforman su realidad.
La escuela alemana comparte con sus homólogos franceses la atención por los lenguajes políticos y por el período de surgimiento de la Modernidad, desde mediados del siglo XVIII hasta el siglo XIX. No obstante, se diferencia por su cercanía y diálogo fluido con la filosofía de la historia y la hermenéutica ontológica.

## Nueva historia política en Francia
En los años 1980, la histoire intellectuelle (historia intelectual) se definió en el contexto de la reacción contra la tradición de la Escuela de Annales que había sido dominante en las décadas centrales del siglo XX. Esta relacionaba historia y geografía a través de la longue durée, y priorizaba la historia económica y social o de las estructuras, desde una metodología cercana al materialismo histórico marxista y al estructuralismo. Definido el campo de lo político e ideológico como superestructural, a la historia intelectual se la reservaba un campo estrecho, prácticamente reducida a la biografía de los intelectuales; que, no obstante, fue alcanzando eco en el público y en el mundo académico.
Si la historia de los intelectuales se interesa en primer lugar por los protagonistas, la historia intelectual pretende reemplazar la historia de las ideas, que se contentaba con presentar cronológicamente las influencias entre autores y escuelas. Según François Dosse, «la historia intelectual tiene como objetivo informar sobre las obras, rutas, itinerarios, más allá de las fronteras disciplinarias».
Uno de los principales debates en historia intelectual consiste en «los méritos recíprocos del análisis interno de las obras y del estudio externo del contexto, de la comprensión sistemática de los pensadores y de la identificación de las causas sociales de su producción o circulación».
Considerando que estos debates no conducían a ninguna solución, Roger Chartier se inspiró en el sociólogo Pierre Bourdieu para definir la historia intelectual. Tendría por función «comprender cada uno de los campos de la producción intelectual... traducido según sus estructuras y sus referencias propias las determinaciones exteriores que gravitan sobre él. Es por tanto solamente un análisis del campo particular considerado, de su constitución como campo y de su historia, de sus divisiones y oposiciones, de sus reglas de funcionamiento, que puede permitir asignar socialmente, sin mecanicismos ni reduccionismos, los pensadores y las ideas».
Las teorías de Pierre Bourdieu no han sido recibidas de forma unánime por los historiadores. François Dosse propone «salir de una concepción estática de un contexto que funciona demasiado a menudo como un cuadro rígido y una fuente de explicaciones mecánicas».
Bajo la influencia del giro lingüístico (linguistic turn, tournant linguistique) de los años ochenta y noventa, muchos investigadores provenientes de la historia social pasaron a interesarse por los conceptos de cultura y representación, dado que «lo social» parecía limitarles su capacidad de explicación de los fenómenos históricos. En palabras de François Dosse: «Pasamos de una historia de las mentalidades triunfante en los años 1970 a una historia intelectual o cultural sobre la base de una crítica cada vez más radical de esa forma de reduccionismo que se derivaba del determinismo sociológico»
François Dosse presenta a Louis Bodin como un historiador «muy alejado del modelo bourdieusino». Sin embargo, en una obra de 1964, Bodin se lamentaba de que el mundo de los intelectuales no se abordara «como una realidad sociológica» y que se dejaran de tratar «el fondo histórico, la situación social, la dimensión cultural». Según Louis Bodin y Jean Touchard, la historia de los intelectuales pasa por un estudio preciso de la función y evolución de las estructuras universitarias.
Por el contrario, los que se sitúan en la continuidad de la metodología de Jean-François Sirinelli privilegian tres herramientas de investigación (lugares, medios y redes –les lieux, les milieux et les réseaux–) que permiten optar por una aproximación a la vez geográfica, sociológica e ideológica. Su reflexión se centra en la estructuración del medio intelectual, su modo de funcionamiento, su relación con la política. Las redes intelectuales se forjan en torno a fuertes personalidades, pero su constitución es compleja, ya que depende de una serie de factores, a la vez institucionales, científicos, políticos, de afinidad... Para los universitarios, los vínculos entre individuos se forjan generalmente en el transcurso de la formación o en la militancia en distintos movimientos políticos o sociales. La dinámica de estas redes se basa en las convicciones ideológicas de sus protagonistas.
En la perspectiva de una historia política de los intelectuales, Jean-François Sirinelli y Jean-Pierre Rioux se proponen el estudio de las estructuras de la sociabilidad, con el objetivo de dilucidar «las relaciones entre lo político y lo cultural, se trate de ideales, actores o culturas políticas». Otros les critican que «el problema es no reducir la historia de los intelectuales a la componente ‘intelectuales’ de una más vasta historia política». Por su parte, la revista Mil neuf cent ("Mil novecientos"), dirigida desde 1983 por Jacques Julliard y que tiene por subtítulo Revue d'histoire intellectuelle (Revista de historia intelectual), intenta abordar de con su propio enfoque el periodo 1870-1920.